# Vladimir Beekman
Vladimir Beekman (Tallin, 23 de agosto de 1929 - 3 de octubre de 2009) fue un escritor, poeta, antologador, guionista y traductor estonio adscrito a los géneros de la ciencia ficción, fantástico y literatura infantil.
Estudió ingeniería química en la Universidad Técnica de Tallin. En 1959 se unió al Partido Comunista de la Unión Soviética, para posteriormente trabajar como funcionario cultural de la República Socialista Soviética de Estonia. Inició su carrera literaria en 1956, y desde 1968 a 1971 fue secretario de la Unión de escritores de Estonia —en estonio: Eesti Kirjanike Liit, abreviado como EKL—, primer secretario desde 1971 a 1976 y presidente desde 1983 hasta 1985.
Beekman fue uno de los escritores estonios más productivos de la segunda mitad del siglo XX; escribió poemas, novelas, relatos de viajes y libros infantiles. Experto en la traducción de lenguas germánicas, su labor traductora está plasmada en obras provenientes del ruso, alemán y sueco, incluyendo libros de Astrid Lindgren, Selma Lagerlöf y Otfried Preussler.

## Obras selectas

### Poesía
Antologías de poesía
- Laul noorusest (1952).
- Tuul kanarbikus (1958).
- Sinine tulp (1965).
- Rüsinatund (1971).
- Pühvliluht (1974).

Poesía
- Laul noorusest (1952).
- Tee ellu (1955).
- Linnutee (1960).
- Ida-Euroopa valgus (1963).

### Novela
- Kurbade kivide linn (1966).
- Transiitreisija (1967).
- Öölendurid (1975).
- Eesli aasta (1979).
- Ja sada surma (1978).
- Koridor (1982).
- Kodutute kodu (1985).
- Narva kosk (1986).

### Guías de viaje
- Island 1958 (1959).
- Sügis Rootsi Kuningriigis (1960).
- Kauge maa - Brasiilia (1963).
- Vahemaandumised (1972).
- Mehhiko - päikesekivi maa (1975).
- Maakera kuklapoolel (1977).

### Literatura infantil
- Aatomik (1959).
- Pea püsti, poisid (1961).
- Kõnelev kaaslane (1961).
- Aatomik ja Küberneetiline Karu (1968).
- Raua-Roobert (1972).
- Aatomiku juhtumused (1974).